# 澤田芳博
澤田 芳博（さわだ よしひろ、1969年10月21日 - ）は、関西テレビのテレビプロデューサー、元報道記者。

## 来歴
京都府綾部市出身。1992年4月、大阪大学経済学部卒業後、関西テレビに入社。報道部で阪神・淡路大震災など取材。『FNNスーパーニュースほっとKANSAI』の編集長の後、FNNパリ支局特派員を担当。
帰国後、編成部に異動し主に深夜番組を企画・プロデュース。関西テレビの深夜枠『カキューン!!』を統括。
2011年7月、東京支社制作部に異動。『Mr.サンデー』（フジテレビ共同制作）のプロデューサーに就く。また、『ヨルスパ!』で『宮根のどないアングル』、『サイコーの問題』、『ツカエル！Ｑ極の問題』等の番組制作を担当。
2014年12月の人事異動にて、大阪本社報道局 報道センターに異動。チーフプロデューサーとして、『ゆうがたLIVE ワンダー』を担当した。

## 担当番組
記者時代
- FNNスーパーニュースほっとKANSAI - ニュース編集長

プロデューサー時代
- やすしきよしの夏休み
- ブラっと嫉妬
- ベタ風景共感バラエティ アリガチ
- 思春期こじらせバラエティ 青春カタルシス
- 究極の1問をプロデュース　サイコーの問題
- 宮根のどないアングル
- Mr.サンデー（フジテレビ共同制作）
- ゆうがたLIVE ワンダー － チーフプロデューサー[3]
- 旬感LIVE とれたてっ!
- ドっとコネクト